# Newton (Mondkrater)
Newton ist ein Einschlagkrater im Süden des Mondes. Er gilt als der tiefste Krater auf der uns zugewandten Mondseite. Der südliche Bereich des Kraterinneren ist relativ eben, der nördliche Bereich deutlich rauer und der Nordosten ist vom Nebenkrater Newton D überlagert. Die Entstehungszeit des Kraters wird der nektarischen Periode zugerechnet.
Newton hat sieben Nebenkrater:
| Buchstabe | Position           | Durchmesser | Link |
| --------- | ------------------ | ----------- | ---- |
| A         | 79,9° S, 20,4° W   | 65 km       |      |
| B         | 81,39° S, 17,06° W | 47 km       |      |
| C         | 74,48° S, 14,26° W | 36 km       |      |
| D         | 76,01° S, 15,2° W  | 38 km       |      |
| E         | 79,83° S, 37,46° W | 17 km       |      |
| F         | 73,04° S, 15,3° W  | 6 km        |      |
| G         | 78,04° S, 18,81° W | 62 km       |      |

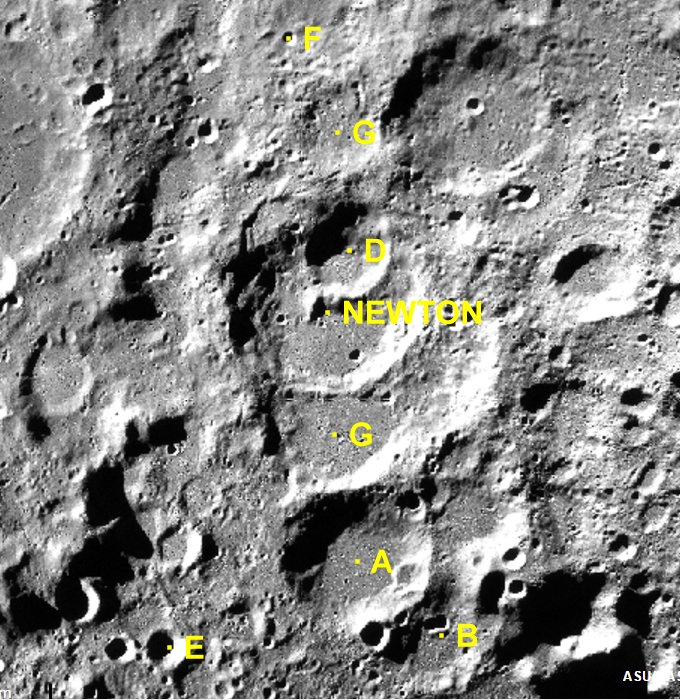
Newton mit seinen Benebnkratern

Der Krater wurde 1935 von der IAU dem britischen Mathematiker, Physiker und Astronom  Isaac Newton offiziell benannt.